# Microphis cruentus
Microphis cruentus är en fiskart som beskrevs av Dawson och Pierre Fourmanoir 1981. Microphis cruentus ingår i släktet Microphis och familjen kantnålsfiskar. Inga underarter finns listade i Catalogue of Life.